# Velleron
 Velleron  es una población y comuna francesa, en la región de Provenza-Alpes-Costa Azul, departamento de Vaucluse, en el distrito de Carpentras y cantón de Pernes-les-Fontaines.
Está integrada en la Communauté d'agglomération du Grand Avignon.

## Demografía
| 900 | 716 | 825 | 945 | 1525 | 1407 | 1702 | 1676 | 1671 | 1788 | 1635 | 1662 | 1464 | 1302 | 1210 | 1122 | 1115 | 1156 | 1104 | 1043 | 1011 | 1015 | 1010 | 1021 | 1042 | 1126 | 1111 | 1134 | 1402 | 2054 | 2509 | 2829 | 3017 | 3040 |
| Para los censos de 1962 a 1999 la población legal corresponde a la población sin duplicidades (Fuente: INSEE [Consultar]) |     |     |     |      |      |      |      |      |      |      |      |      |      |      |      |      |      |      |      |      |      |      |      |      |      |      |      |      |      |      |      |      |      |

Forma parte de la aglomeración urbana de L'Isle-sur-la-Sorgue.